# Seattle Seahawks 1976
La stagione 1976 dei Seattle Seahawks è stata la prima della franchigia nella National Football League. Questa fu l'unica stagione giocata dalla squadra nella NFC fino al reallineamento della lega nella stagione 2002, in cui Seahawks furono ancora una volta spostati nella NFC West. I Seahawks ottennero un futuro membro della Pro Football Hall of Fame dagli Houston Oilers, i quali avevano scelto il wide receiver Steve Largent nel quarto giro del Draft NFL 1976. Largent sarebbe stato introdotto nella Hall of Fame al suo primo anno di eleggibilità, venendo convocato per sette Pro Bowl e guadagnando 13.000 yard su ricezione in tredici stagioni da professionista, tutte coi Seahawks.

## Scelte nel Draft 1976
| Scelte dei Seahawks nel Draft 1976 |        |                |                  |                        |
| Giro                               | Scelta | Giocatore      | Ruolo            | College                |
| 1                                  | 2      | Steve Niehaus  | Defensive tackle | Notre Dame             |
| 2                                  | 29     | Sammy Green    | Linebacker       | Florida                |
| 2                                  | 58     | Sherman Smith  | Running back     | Miami (OH)             |
| 2                                  | 59     | Steve Raible   | Wide receiver    | Georgia Tech           |
| 3                                  | 62     | Jeff Lloyd     | Defensive end    | West Texas State       |
| 3                                  | 89     | Rick Engles    | Punter           | Tulsa                  |
| 3                                  | 92     | Don Bitterlich | Placekicker      | Temple                 |
| 4                                  | 93     | Steve Myer     | Quarterback      | New Mexico             |
| 4                                  | 122    | Randy Johnson  | Offensive guard  | Georgia                |
| 4                                  | 123    | Andy Bolton    | Running Back     | Fisk                   |
| 5                                  | 126    | Don Dufek      | Defensive back   | Michigan               |
| 5                                  | 153    | Ernie Jones    | Defensive Back   | Miami                  |
| 5                                  | 156    | Larry Bates    | Running Back     | Miami                  |
| 6                                  | 157    | Al Darby       | Tight end        | Florida                |
| 7                                  | 184    | Dick Dixon     | Defensive Tackle | Arkansas State         |
| 8                                  | 210    | Larry Shipp    | Wide Receiver    | LSU                    |
| 9                                  | 239    | Bob Bos        | Offensive tackle | Iowa State             |
| 10                                 | 266    | Randy Coffield | Linebacker       | Florida State          |
| 11                                 | 293    | Keith Muehr    | Punter           | Southwestern Louisiana |
| 12                                 | 320    | Ron Barnett    | Wide Receiver    | Texas–Arlington        |
| 13                                 | 349    | Andy Reid*     | Running Back     | Georgia                |
| 14                                 | 376    | Jarvis Blinks  | Defensive Back   | Northwestern State     |
| 15                                 | 405    | Dan Smith      | Offensive Tackle | Washington State       |
| 16                                 | 432    | Jeff Urczyk    | Offensive Guard  | Georgia Tech           |
| 17                                 | 461    | Chris Rowland  | Quarterback      | Washington             |

## Staff
Fonte:

## Roster
| Roster dei Seattle Seahawks nel 1976 |
| --- |
| Quarterback - 19 Bill Munson - 16 Steve Myer - 10 Jim Zorn Running Back - 33 Andy Bolton - 37 Hugh McKinnis FB - 44 Ralph Nelson - 39 Bill Olds - 47 Sherman Smith - 42 Don Testerman FB Wide Receiver - 88 Don Clune - 80 Steve Largent - 84 Sam McCullum - 83 Steve Raible Tight End - 89 Al Darby - 87 Ron Howard - 81 John McMakin Offensive Linemen - 63 Nick Bebout T - 60 Ron Coder G/T - 73 Norm Evans T - 53 Fred Hoaglin C - 64 Gordon Jolley G - 54 Art Kuehn C - 78 Bob Newton G - 67 Bob Penchion G - 62 Dave Simonson T Defensive Linemen - 74 Carl Barisich DT - 72 Al Cowlings DE/DT - 77 Richard Harris DT - 70 Bob Lurtsema DE - 71 Steve Niehaus DT - 75 Dave Tipton DE - 79 Jim White DE - 72 Larry Woods DT Linebacker - 38 Ed Bradley - 52 Randy Coffield - 50 Greg Collins - 32 Mike Curtis - 36 Ken Geddes - 56 Sammy Green - 58 Don Hansen Defensive Back - 46 Ted Bachman - 22 Dave Brown S - 25 Don Dufek - 49 Ernie Jones - 29 Al Matthews S - 41 Eddie McMillan CB - 45 Rolly Woolsey CB Special Team - 4 Don Bitterlich K - 28 Lyle Blackwood PR - 5 Rick Engles P - 3 John Leypoldt K - 30 Oliver Ross KR Lista delle riserve - 40 Larry Bates RB (IR) - 65 John Demarie G (IR) - 85 Charles Waddell TE (IR) 52 attivi, 0 inattivi, 0 nella squadra di allenamento |
| Legenda - I rookie sono in corsivo. - Il primo ruolo è il principale mentre gli eventuali successivi indicano i ruoli secondari. - (IR) sta per Injured Reserve ed indica la lista ristretta per un solo giocatore infortunato che può tornare ad allenarsi dopo la settimana 6 e a rientrare in prima squadra dopo che questa ha giocato 8 partite. - (NF-Inj.) / (NF-Ill.) stanno rispettivamente per Non-Football Injured e Non-Football Illness ed indicano le liste dove viene inserito un giocatore che ha un infortunio o una malattia non dipendente dal football americano. - (PUP) sta per Physically Unable to Perform ed indica la lista dove viene inserito un giocatore mentre è in attesa di recuperare la condizione fisica. Nella stagione regolare dopo la sesta partita giocata dalla propria squadra, il giocatore ha tempo tre settimane per riprendere ad allenarsi, più tre settimane aggiuntive dal suo rientro agli allenamenti per rientrare in prima squadra. |

## Calendario
| Turno | Data         | Avversario             | Risultato | Risultato | Stadio                             |
| Turno | Data         | Avversario             | Punteggio | Record    | Stadio                             |
| ----- | ------------ | ---------------------- | --------- | --------- | ---------------------------------- |
| 1     | 12 settembre | St. Louis Cardinals    | S 24–30   | 0–1       | Kingdome                           |
| 2     | 19 settembre | @ Washington Redskins  | S 7–31    | 0–2       | Robert F. Kennedy Memorial Stadium |
| 3     | 26 settembre | San Francisco 49ers    | S 21–37   | 0–3       | Kingdome                           |
| 4     | 3 ottobre    | Dallas Cowboys         | S 13–28   | 0–4       | Kingdome                           |
| 5     | 10 ottobre   | @ Green Bay Packers    | S 20–27   | 0–5       | Milwaukee County Stadium           |
| 6     | 17 ottobre   | @ Tampa Bay Buccaneers | V 13–10   | 1–5       | Tampa Stadium                      |
| 7     | 24 ottobre   | Detroit Lions          | S 14–41   | 1–6       | Kingdome                           |
| 8     | 31 ottobre   | @ Los Angeles Rams     | S 6–45    | 1–7       | Los Angeles Memorial Coliseum      |
| 9     | 7 novembre   | Atlanta Falcons        | V 30–13   | 2–7       | Kingdome                           |
| 10    | 14 novembre  | @ Minnesota Vikings    | S 21–27   | 2–8       | Metropolitan Stadium               |
| 11    | 21 novembre  | New Orleans Saints     | S 27–51   | 2–9       | Kingdome                           |
| 12    | 28 novembre  | @ New York Giants      | S 16–28   | 2–10      | Giants Stadium                     |
| 13    | 5 dicembre   | Chicago Bears          | S 7–34    | 2–11      | Kingdome                           |
| 14    | 12 dicembre  | @ Philadelphia Eagles  | S 10–27   | 2–12      | Veterans Stadium                   |

LEGENDA
Grassetto indica avversati della division.
Fonte:

## Classifiche
| NFC West            | NFC West | NFC West | NFC West | NFC West | NFC West | NFC West | NFC West | NFC West | NFC West |
|                     | V        | S        | P        | %        | DIV      | CONF     | PF       | PS       | Str.     |
| ------------------- | -------- | -------- | -------- | -------- | -------- | -------- | -------- | -------- | -------- |
| Los Angeles Rams(3) | 10       | 3        | 1        | .750     | 5–1–0    | 8–2–1    | 351      | 190      | V4       |
| San Francisco 49ers | 8        | 6        | 0        | .571     | 4–2      | 5–5      | 270      | 190      | V1       |
| New Orleans Saints  | 4        | 10       | 0        | .286     | 2–5      | 3–8      | 253      | 346      | S3       |
| Atlanta Falcons     | 4        | 10       | 0        | .286     | 2–5      | 4–8      | 172      | 312      | S3       |
| Seattle Seahawks    | 2        | 12       | 0        | .143     | 1–3      | 1–12     | 229      | 429      | S5       |

## Leader della squadra
| Leader della squadra   |                            |          |
| Categoria              | Giocatore                  | N.       |
| Yard passate           | Jim Zorn                   | 2.571    |
| Touchdown passati      | Jim Zorn                   | 12       |
| Yard corse             | Sherman Smith              | 537 yard |
| Touchdown su corsa     | Sherman Smith Jim Zorn     | 4        |
| Ricezioni              | Steve Largent              | 54       |
| Yard ricevute          | Steve Largent              | 705      |
| Touchdown su ricezione | Steve Largent Sam McCullum | 4        |
| Sack                   | Steve Niehaus              | 9,5      |
| Intercetti             | Rolly Woolsey Dave Brown   | 4        |